# Собакозуб
Собакозуб (Cynodontium) — рід мохів родини Dicranaceae.

## Поширення
Поширення: Європа, Африка, Північна Америка, Південна Америка, Азія.

## Біоморфологічна характеристика
Види Cynodontium ростуть на силікатних породах і утворюють пухкі або щільні подушки. Рослини заввишки від 1 до 4 сантиметрів, випростані, мають прості чи роздвоєні гілки. Листя, яке висохшим скручується, має форму лінійно-ланцетну чи шилоподібну, кілевату, має загорнуті краї, зубчасті у верхній частині, і просте ребро, яке тягнеться до кінчика листка. Клітини пластинки подовжені прямокутні біля основи листа, округло-квадратні зверху. Спорова коробочка яйцювата чи циліндрична, на жовтій, до 15 мм ніжці.

## Види
Рід містить ≈ 30 видів, зокрема
- Собакозуб Брунтона (Cynodontium bruntonii)
- Собакозуб найстрункіший (Cynodontium gracilescens)
- Собакозуб багатоплодий (Cynodontium polycarpon)
- Собакозуб жовноносний (Cynodontium strumiferum)
- Собакозуб ніжний (Cynodontium tenellum)